# Budy (powiat konecki)
Budy – wieś sołecka w Polsce położona w województwie świętokrzyskim, w powiecie koneckim, w gminie Fałków.
W latach 1975–1998 miejscowość należała administracyjnie do województwa piotrkowskiego.
W 2011 miejscowość zamieszkiwały 153 osoby.
| SIMC    | Nazwa      | Rodzaj    |
| ------- | ---------- | --------- |
| 0538969 | Jakubowice | część wsi |
| 0538975 | Szpinek    | część wsi |

Wierni Kościoła rzymskokatolickiego należą do parafii Świętej Trójcy w Fałkowie.